# Sankt Gallen Bears
I Sankt Gallen Bears sono una squadra svizzera di football americano, fondata nel 2012.
La squadra femminile ha disputato il massimo campionato austriaco nel 2023, mentre quella maschile ha raggiunto la semifinale del campionato svizzero nel 2024.

## Dettaglio stagioni

### Lega Nazionale A
| Stagione | regular season | regular season | regular season | regular season | regular season | regular season | playoff | playoff | playoff | playoff | playoff | playoff    | playoff         |
|          | Vin            | Par            | Per            | Tot            | PF             | PS             | Vin     | Per     | Tot     | PF      | PS      | risultato  | avversaria      |
| -------- | -------------- | -------------- | -------------- | -------------- | -------------- | -------------- | ------- | ------- | ------- | ------- | ------- | ---------- | --------------- |
| 2024     | 5              | 0              | 5              | 10             | 251            | 255            | 0       | 1       | 1       | 14      | 54      | Semifinale | Calanda Broncos |
| Totale   | 5              | 0              | 5              | 10             | 251            | 255            | 0       | 1       | 1       | 14      | 54      |            |                 |

Fonte: Sito storico SAFV

### AFL - Division Ladies
| Stagione | regular season | regular season | regular season | regular season | regular season | regular season | playoff | playoff | playoff | playoff | playoff | playoff   | playoff    |
|          | Vin            | Par            | Per            | Tot            | PF             | PS             | Vin     | Per     | Tot     | PF      | PS      | risultato | avversaria |
| -------- | -------------- | -------------- | -------------- | -------------- | -------------- | -------------- | ------- | ------- | ------- | ------- | ------- | --------- | ---------- |
| 2023     | 2              | 0              | 4              | 6              | 54             | 199            | -       | -       | -       | -       | -       | -         | -          |
| Totale   | 2              | 0              | 4              | 6              | 54             | 199            | -       | -       | -       | -       | -       |           |            |

Fonti: Enciclopedia del Football - A cura di Roberto Mezzetti; Sito storico SAFV

### Herbst Cup A/B
| Stagione | regular season | regular season | regular season | regular season | regular season | regular season | playoff | playoff | playoff | playoff | playoff | playoff   | playoff    |
|          | Vin            | Par            | Per            | Tot            | PF             | PS             | Vin     | Per     | Tot     | PF      | PS      | risultato | avversaria |
| -------- | -------------- | -------------- | -------------- | -------------- | -------------- | -------------- | ------- | ------- | ------- | ------- | ------- | --------- | ---------- |
| 2020     | 0              | 0              | 4              | 4              | 28             | 139            | -       | -       | -       | -       | -       | -         | -          |
| Totale   | 0              | 0              | 4              | 4              | 28             | 139            | -       | -       | -       | -       | -       |           |            |

Fonte: Sito storico SAFV

### Lega B
| Stagione | regular season | regular season | regular season | regular season | regular season | regular season | playoff | playoff | playoff | playoff | playoff | playoff               | playoff                       |
|          | Vin            | Par            | Per            | Tot            | PF             | PS             | Vin     | Per     | Tot     | PF      | PS      | risultato             | avversaria                    |
| -------- | -------------- | -------------- | -------------- | -------------- | -------------- | -------------- | ------- | ------- | ------- | ------- | ------- | --------------------- | ----------------------------- |
| 2018     | 2              | 0              | 8              | 10             | 163            | 306            | -       | -       | -       | -       | -       | -                     | -                             |
| 2019     | 2              | 0              | 8              | 10             | 74             | 226            | -       | -       | -       | -       | -       | -                     | -                             |
| 2021     | 5              | 0              | 1              | 6              | 100            | 27             | 1       | 1       | 2       | 64      | 27      | Semifinale            | Bienna Jets                   |
| 2022     | 9              | 0              | 1              | 10             | 230            | 56             | 1       | 1       | 2       | 16      | 26      | Campioni/Non promossi | Luzern Lions/Zürich Renegades |
| 2023     | 7              | 0              | 3              | 10             | 249            | 65             | 2       | 0       | 2       | 66      | 30      | Campioni              | Argovia Pirates               |
| Totale   | 25             | 0              | 21             | 46             | 816            | 680            | 4       | 2       | 6       | 146     | 83      |                       |                               |

Fonte: Sito storico SAFV

### Lega C
| Stagione | regular season | regular season | regular season | regular season | regular season | regular season | playoff | playoff | playoff | playoff | playoff | playoff   | playoff         |
|          | Vin            | Par            | Per            | Tot            | PF             | PS             | Vin     | Per     | Tot     | PF      | PS      | risultato | avversaria      |
| -------- | -------------- | -------------- | -------------- | -------------- | -------------- | -------------- | ------- | ------- | ------- | ------- | ------- | --------- | --------------- |
| 2014     | 2              | 0              | 7              | 9              | 103            | 264            | -       | -       | -       | -       | -       | -         | -               |
| 2015     | 2              | 0              | 8              | 10             | 111            | 190            | -       | -       | -       | -       | -       | -         | -               |
| 2016     | 6              | 0              | 2              | 8              | 223            | 60             | -       | -       | -       | -       | -       | -         | -               |
| 2017     | 8              | 0              | 0              | 8              | 268            | 33             | 1       | 0       | 1       | 30      | 19      | Campioni  | Geneva Whoppers |
| Totale   | 18             | 0              | 17             | 35             | 705            | 547            | 1       | 0       | 1       | 30      | 19      |           |                 |

Fonte: Sito storico SAFV

### Riepilogo fasi finali disputate
| Anno            | Luogo           | Evento           | Fase del torneo      | Incontro                              | Risultato |
| 25 giugno 2017  | Plan-les-Ouates | Lega C           | Finale               | Geneva Whoppers - Sankt Gallen Bears  | 19 - 30   |
| 17 ottobre 2021 |                 | Lega B           | Semifinale           | Sankt Gallen Bears - Bienna Jets      | 14 - 27   |
| 16 luglio 2022  |                 | Lega B           | Spareggio promozione | Sankt Gallen Bears - Zürich Renegades | 6 - 20    |
| 8 luglio 2023   |                 | Lega B           | Finale               | Argovia Pirates - Sankt Gallen Bears  | 23 - 38   |
| 6 luglio 2024   | Coira           | Lega Nazionale A | Semifinale           | Calanda Broncos - Sankt Gallen Bears  | 54 - 14   |

## Palmarès
- 2 Lega B (2022, 2023)
- 1 Lega C (2017)